# Scolopia crassipes
Scolopia crassipes é uma espécie de planta noda família Salicaceae. É endémica do Sri Lanka.

## Cultura
Conhecido como කටු කෙන්ද (katu kenda) em Cingalês.